# Silvio Sericano
Silvio Sericano (Castelleto d’Orba, 1889 – Roma, 1957) fue un sacerdote y diplomático vaticano que ostentó la representación diplomática provisional de la Santa Sede ante el Gobierno de la II República durante la guerra civil española. En 1940 fue nombrado Subsecretario de la Sagrada Congregación de Asuntos Eclesiásticos Extraordinarios y en 1953 Protonotario Apostólico. Murió en Roma el 7 de marzo de 1957.

## Reseña biográfica
Silvio Sericano nació en 1889 en Castelleto d’Orba. Fue alumno del colegio lombardo de Roma y posteriormente de la Pontificia Universidad Gregoriana. Estudió Derecho Canónico y fue profesor del Seminario de Tortona, su diócesis natal. 
En 1925 ingresó en la Secretaría de Estado de la Santa Sede. Fue secretario de la Nunciatura de Costa Rica y posteriormente auditor en la Nunciatura de Viena. 

## Su misión en España
En la primavera de 1936 fue enviado como auditor a la nunciatura apostólica en España. El titular de la representación, el ya cardenal Federico Tedeschini, marchó a Roma el 11 de junio de 1936 y Sericano quedó al cargo de la nunciatura como encargado de negocios hasta la llegada del nuevo nuncio, Filippo Cortesi. Sin embargo, el golpe de Estado de julio y el estallido de la Guerra Civil impidieron que éste tomase posesión.
Silvio Sericano quedó entonces como el último representante del Papa ante el gobierno constitucional de España y, posteriormente, ante las autoridades gubernamentales durante los primeros meses de la guerra.
Durante el tiempo de normalidad constitucional, Sericano continuó la labor iniciada por Tedeschini de denunciar ante el Gobierno de la República los ataques sufridos por la Iglesia. En su caso, además, lo hizo acudiendo especialmente al ordenamiento jurídico vigente, buscando en la legalidad democrática los principales resortes para defender los derechos de los católicos.
Durante la Guerra Civil, Sericano se mantuvo en Madrid hasta que abandonó la capital el 4 de noviembre de 1936. Durante aquellos meses, mantuvo la representación de la Santa Sede ante el Gobierno republicano e informó a la Secretaría de Estado de cuanto la situación en la nunciatura le permitió conocer. Después de su marcha pasó a trabajar en la Secretaría de Estado, desde donde mantuvo contacto regular con el personal de la nunciatura que permanecía en Madrid.

## Muerte
A su regreso a Roma, las autoridades sublevadas en España manifestaron sus reservas respecto de Sericano ante la posibilidad de que recuperase su labor de auditor en la nunciatura. En 1940 fue nombrado subsecretario de la Sagrada Congregación de Asuntos Eclesiásticos Extraordinarios y en 1953 Protonotario Apostólico. Murió en Roma el 7 de marzo de 1957.